# Panaspis maculicollis
Panaspis maculicollis là một loài thằn lằn trong họ Scincidae. Loài này được Jacobson & Broadley mô tả khoa học đầu tiên năm 2000.